# Бухарін Микола Іванович (електрозварник)
Микола Іванович Бухарін (нар. 27 жовтня 1947, село Зюзіха, тепер Немського району Кіровської області, Російська Федерація) — радянський діяч, новатор виробництва, електрозварник виробничого об'єднання «Уралвагонзавод» імені Дзержинського Свердловської області. Член Центральної Ревізійної Комісії КПРС у 1986—1990 роках.

## Життєпис
У 1966 році закінчив професійно-технічне училище міста Нижнього Тагілу Свердловської області.
У 1966 році працював електрозварником Уральського вагонобудівного заводу імені Дзержинського міста Нижнього Тагілу Свердловської області.
У 1966—1969 роках — у Радянській армії.
З 1969 року — електрозварник Уральського вагонобудівного заводу імені Дзержинського (з 1983 року — виробничого об'єднання «Уралвагонзавод» імені Дзержинського) міста Нижнього Тагілу Свердловської області.
Член КПРС з 1970 року.
У 1974 році закінчив середню школу робітничої молоді міста Нижнього Тагілу.
Потім — на пенсії.

## Нагороди і звання
- орден Жовтневої Революції
- орден Трудового Червоного Прапора
- медалі